# Burla (India)
Burla è una città dell'India di 39.188 abitanti, situata nel distretto di Sambalpur, nello stato federato dell'Orissa. In base al numero di abitanti la città rientra nella classe III (da 20.000 a 49.999 persone).

## Società

### Evoluzione demografica
Al censimento del 2001 la popolazione di Burla assommava a 39.188 persone, delle quali 20.563 maschi e 18.625 femmine. I bambini di età inferiore o uguale ai sei anni assommavano a 4.327, dei quali 2.191 maschi e 2.136 femmine. Infine, coloro che erano in grado di saper almeno leggere e scrivere erano 28.956, dei quali 16.681 maschi e 12.275 femmine.